# Paios legals
Paios legals (Stand Up Guys en anglès) és una pel·lícula de comèdia negra nord-americana del 2012 dirigida per Fisher Stevens i protagonitzada per Al Pacino, Christopher Walken i Alan Arkin. Es va estrenar a Amèrica del Nord l'1 de febrer de 2013. «Stand up guy» és una frase americana que significa un amic lleial i fiable. Ha estat doblada al català.

## Sinopsi
Valentine "Val" (Al Pacino) és alliberat de la presó després d'haver complert una condemna de 28 anys per negar-se a lliurar a un dels seus socis al crim. El seu millor amic, Doc (Christopher Walken), l'espera a la sortida, i després tots dos es reuneixen amb un altre antic company, Hirsch (Alan Arkin), que es troba en un asil d'ancians amb emfisema. El seu enllaç és tan fort com sempre, i tots tres reflexionen sobre la llibertat perduda i recuperada; les lleialtats i els dies de glòria passada. Però el que no sap Val és que un dels seus amics té la missió d'eliminar-lo, i que l'encarregat de fer-ho serà en Doc.

## Repartiment
- Al Pacino com a Val
- Christopher Walken com a "Doc"
- Alan Arkin com a Richard Hirsch
- Julianna Margulies com a Nina Hirsch
- Mark Margolis com a "Claphands"
- Lucy Punch com a Wendy
- Addison Timlin com a Alex
- Vanessa Ferlito com a Sylvia
- Katheryn Winnick com a Oxana
- Bill Burr com a Larry

## Crítica
La pel·lícula ha rebut crítiques majoritàriament dolentes: a juliol de 2013, té una puntuació del 36% a l'agregador de ressenyes Rotten Tomatoes basat en 107 crítics amb una mitjana ponderada de 5,17/10. El consens dels crítics del lloc web diu: "Paios legals malgasta en gran manera el seu talentós repartiment en una comèdia decididament mediocre obstaculitzada per una direcció desordenada i un guió superficial".